# Jeisk
Jeisk, auch Jejsk (russisch Ейск, ukrainisch Єйськ) ist eine russische Stadt mit 87.769 Einwohnern (Stand 14. Oktober 2010) in der Region Krasnodar im Föderationskreis Südrussland.

## Geographie und Klima

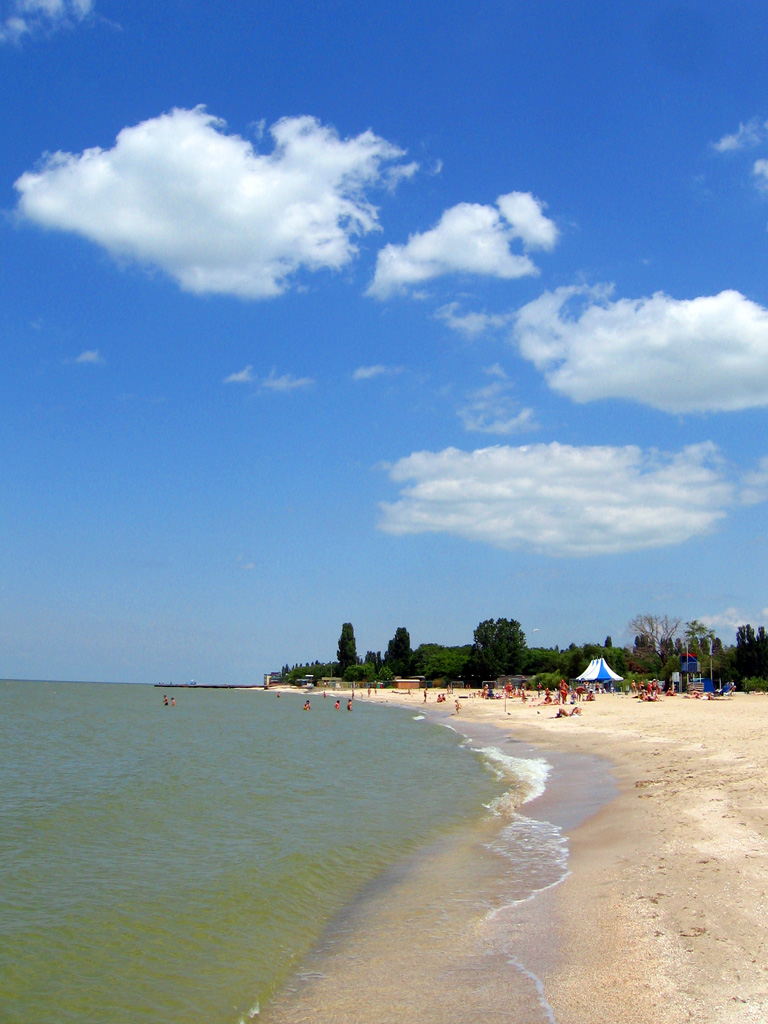
Jeisker Meeresstrand

Die Stadt liegt im Norden der Region Krasnodar an der Südküste der Bucht von Taganrog des Asowschen Meeres. Sie ist Verwaltungszentrum des gleichnamigen Rajons und befindet sich rund 250 Kilometer nördlich der Regionshauptstadt Krasnodar sowie rund 170 km südwestlich der Millionenstadt Rostow am Don. Die nächstgelegene Stadt ist Primorsko-Achtarsk 72 km südlich von Jeisk.
Jeisk ist ein bedeutender Kurort mit Sanatorien, Schlamm- und Schwefelquellen und lockt durch seine Lage am Meer Touristen an. Das Klima in der Stadt ist kontinental gemäßigt, trocken und für russische Verhältnisse überaus warm. Der wärmste Monat des Jahres ist Juli mit einem Tagesdurchschnitt von 24 °C; zu dieser Zeit erreichen die Niederschläge mit durchschnittlich 48 mm ihr Maximum. Der Winter ist verglichen mit nördlicheren russischen Regionen schneearm, allerdings wesentlich kälter und trockener als in vergleichbaren europäischen Breitengraden: die Durchschnittstemperatur im Januar beträgt −4 °C und die Niederschlagsmenge 36 mm.

## Geschichte
Jeisk wurde von Anfang mit dem Ziel gegründet, die im frühen 19. Jahrhundert bereits relativ dicht besiedelten Gegenden des Kuban-Gebietes mit einem eigenen Seehafen auszustatten, um so den überregionalen Handel mit reichhaltig produzierten landwirtschaftlichen Gütern dieser fruchtbaren Region zu erleichtern. Als Gründungsdatum der Stadt gilt der 31. August 1848, als sie nach Fertigstellung des Hafens feierlich eingeweiht wurde und gleich zu Beginn Stadtrechte erhielt.

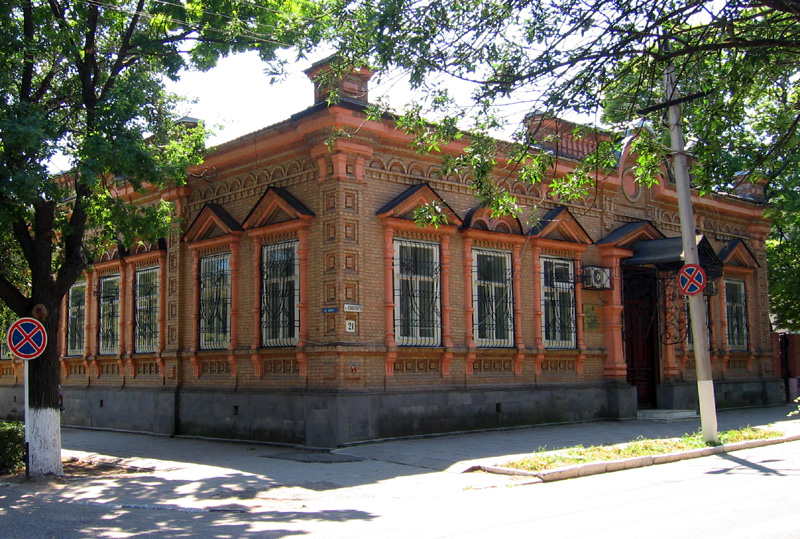
Historisches Gebäude in Jeisk, das heute die Staatsanwaltschaft beherbergt

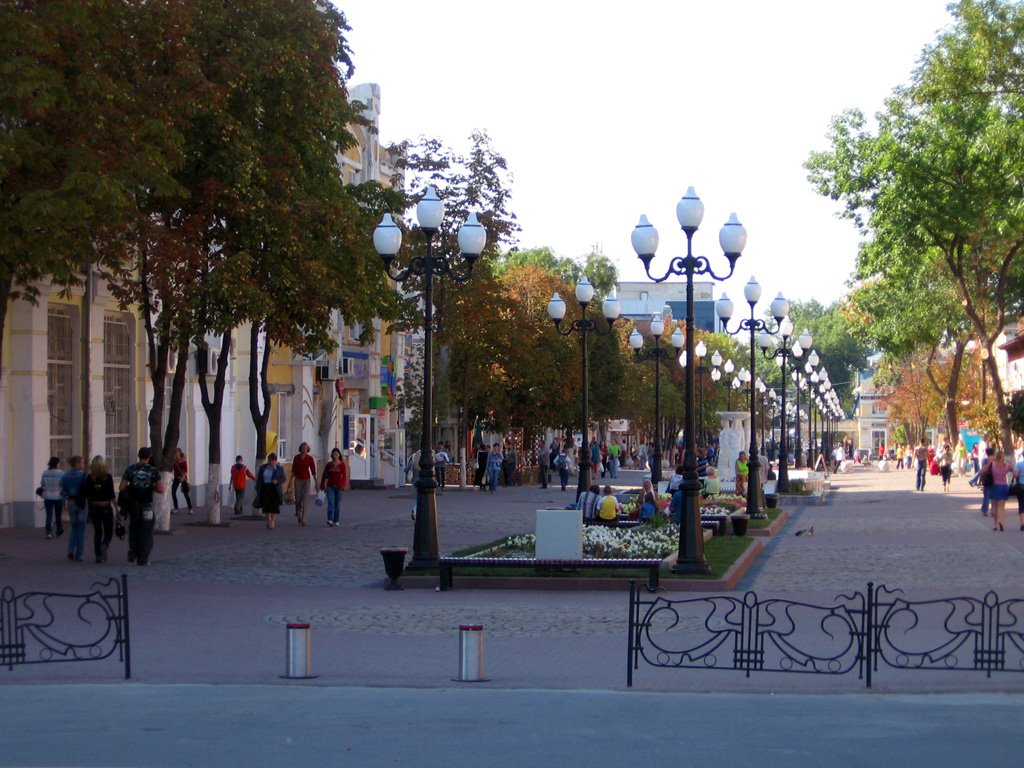
Fußgängerzone im Stadtzentrum

Ungeachtet der Kampfhandlungen und erheblichen Zerstörungen während des Krimkrieges entwickelte sich Jeisk bis zum Ende des Jahrhunderts zu einem bedeutenden Handelszentrum des russischen Südens, was der Stadt Wohlstand und eine rasche Entwicklung der Infrastruktur brachte. 1869 wurde Jeisk zum Zentrum des neu gebildeten gleichnamigen Ujesd der Oblast Kuban erklärt. In den ersten Jahren des 20. Jahrhunderts wurde Jeisk mit einem Eisenbahnanschluss versehen sowie der Jeisker Seehafen einer Generalüberholung unterzogen. Ab 1912 entwickelte sich in Jeisk mit der Erschließung erster Thermalwasserquellen das Kurwesen und der Tourismus.
In der frühen Sowjetzeit nahm die Entwicklung der Stadt mehrere Richtungen: Zum einen wurden neue Sanatorien und Kurhäuser eröffnet, wodurch Jeisk seinen Ruf als bedeutendes Touristenzentrum festigen konnte. Zum anderen entstanden in der Stadt erste Industriebetriebe sowie in den 1930er-Jahren eine renommierte Militärfliegerschule, zu deren bekannten Absolventen später beispielsweise die Kosmonauten Juri Onufrijenko und Georgi Schonin sowie der Testpilot Wiktor Pugatschow gehörten.
Während des Zweiten Weltkriegs versuchte die deutsche Wehrmacht mehrmals, Jeisk von der gegenüberliegenden Seite der Bucht aus einzunehmen, insbesondere im Winter durch das Überqueren der vereisten Bucht. Im August 1942 gelang es der Wehrmacht schließlich, die Stadt mit Unterstützung einer rumänischen Division einzunehmen. Die Besatzung dauerte bis Februar 1943, forderte Opfer unter der Stadtbevölkerung und hinterließ eine Reihe von Zerstörungen.
In der Nachkriegszeit wurde Jeisk primär als Kurstadt wiederaufgebaut und weiterentwickelt. Mit dem wirtschaftlichen Niedergang der 1990er-Jahre verlor der Tourismus in Jeisk allerdings rasant an Bedeutung.
Am 17. Oktober 2022 stürzte ein russischer Jagdbomber vom Typ Suchoi Su-34 in einem Wohngebiet im Hafen ab. Dabei starben laut russischen Behörden 13 Menschen. Später wurden 16 Tote (darunter mehrere Kinder) angegeben.

### Bevölkerungsentwicklung
| Jahr | Einwohner |
| ---- | --------- |
| 1897 | 35.414    |
| 1939 | 46.939    |
| 1959 | 55.324    |
| 1970 | 64.418    |
| 1979 | 70.595    |
| 1989 | 78.150    |
| 2002 | 86.349    |
| 2010 | 87.769    |

Anmerkung: Volkszählungsdaten

## Wirtschaft und Verkehr

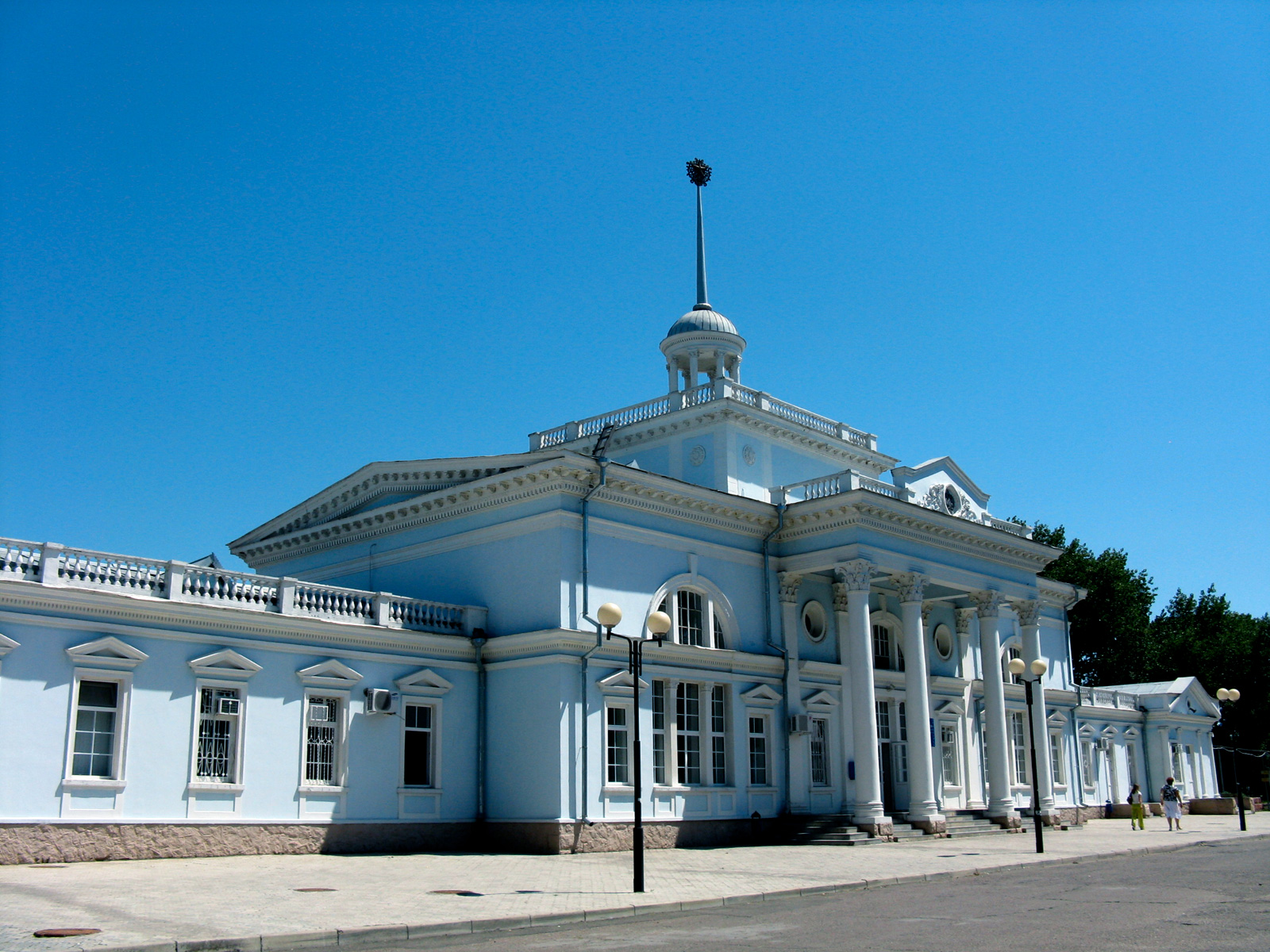
Bahnhof Jeisk

Industriell bedeutend sind in Jeisk der Fischfang und dessen Weiterverarbeitung sowie Produktion anderer Nahrungsmittel. In geringerem Maße sind auch die Baustoff- und die Leichtindustrie vertreten. Ein überregional bekannter Industriebetrieb in Jeisk ist die Fabrik Attrakzion zur Herstellung von Fahrgeschäften. Das Erholungswesen in Jeisk ist bis heute ausbaufähig und hat daher eher eine regionale Bedeutung.
Die Stadt verfügt mit dem Hafen am Asowschen Meer über ein internationales Seefrachtterminal. Es gibt in der Stadt einen Fernbahnhof mit Verbindungen u. a. nach Noworossijsk, Moskau und Sankt Petersburg. Am westlichen Stadtrand befindet sich ein Militärflugplatz mit ziviler Mitbenutzung (IATA-Code EIK, ICAO-Code URKE).

## Weiterführende Bildungseinrichtungen
- Filiale der Moskauer Staatlichen Offenen Universität
- Filiale der Staatlichen Radiotechnischen Universität Taganrog
- Filiale des Krasnodarer Militärinstituts für Luftwaffe

## Persönlichkeiten

### Söhne und Töchter der Stadt
- Pjotr Kaschtschenko (1859–1920), Psychiater und Aktivist
- Wsewolod Kaschtschenko (1870–1943), Psychiater
- Grigori Perederi (1871–1953), Brückenbau-Ingenieur und Hochschullehrer
- Wladimir Makowski (1870–1941), Maschinenbauingenieur und Hochschullehrer
- Nina Castièl (* 1919), Schriftstellerin
- Wladimir Markarjanz (1934–2000), sowjetischer Politiker
- Tatjana Schtschelkanowa (1937–2011), Weitspringerin
- Jewgeni Zymbal (* 1949), Regisseur
- Sergei Lasarew (* 1952), Forscher, Psychologe und Schriftsteller
- Robert Stieglitz (* 1981), deutscher Boxer
- Dmitri Uschakow (* 1988), Trampolinturner
- Stefanija Jelfutina (* 1997), Windsurferin

### Persönlichkeiten mit Beziehung zu Jeisk
- Iwan Poddubny (1871–1949), russischer Ringer, sechsfacher Weltmeister; lebte von 1927 bis 1949 in Jeisk